# 特立尼达岛
特立尼达岛（英語：Trinidad Island），又称特立尼達岛，是特立尼达和多巴哥两主岛中较大者，位于西印度群岛最西南部，距南美洲大陆委内瑞拉海岸仅11公里。特立尼达岛面积4,768平方公里，是西印度群岛中第六大岛，也是小安的列斯群岛中面积最大者。
克里斯托弗·哥伦布于1498年发现该岛，因岛上三座并列的山峰而将该岛命名为“特立尼达”，意为“三位一体”。此后该岛长期被西班牙占有，直到1797年转入英国手中，1888年与多巴哥岛组成联合殖民地，1962年获得独立。

## 經濟
特立尼达和多巴哥的经济多元化，但很大程度上以出产石油、天然气和沥青為主（佔GDP四成），其次是石油相關工業、農業及食品加工業。本島是全世界其中一個領先的氣基出口中心，除了是氨氣及甲醇的主要出口國，其液化天然气出口量亦達全球五大。该岛资源丰富，使矿业成为其國家支柱产业，依靠島上的礦藏生利，晉身石油儲備國及經濟穩定國之列。
但另一方面，當地的天然瀝青產於湖裡，而這個天然瀝青湖也成為了當地特色旅遊的目的地。